# Viktor Schobinger
Viktor Schobinger (* 22. Dezember 1934 in Wädenswil, Kanton Zürich; heimatberechtigt in Luzern) ist ein zürichdeutsch schreibender Mundartschriftsteller und Verfasser von dialekt- und namenkundlichen sowie genealogischen Veröffentlichungen.
Als Werbeleiter der Zürcher Kantonalbank schrieb er ab 1973 einige Büchlein über Familienwappen, Zürcher Orts- und Familiennamen und einen Führer für Winterthur und Umgebung.
1975 und 1985 gab Schobinger je eine zürichdeutsche Übersetzung des Predigers Salomo heraus, 1986 eine des Matthäus-Evangelii und 2005 eine des Hohenliedes Salomos; 2007 erschien eine Übersetzung des Froschmäusekriegs, 2014 eine der Die Geschichte von Sinuhe und 2024 eine des Reiseberichs des Wenamun (beide altägyptische Literatur).
Seit 1979 veröffentlichte er eine bisher 43 Bücher (Stand Mitte 2025) umfassende Kriminalromanreihe um die Figur des Polizeileutnants Häiri Ääschme. Weitere Mundartromane Schobingers sind Kä helde · vil gschichte i äinere gschicht (1996) und der 2009 erschienene historische Roman Di Grooss Revoluzioon, der die Jahre vor und während der Französischen Revolution aus Sicht einer ausgewanderten Zürcher Familie schildert. Auch schrieb Schobinger sechs Bände mit Kurzgeschichten.
1984 erschien erstmals seine Zürichdeutsche Kurzgrammatik, der eine Reihe weiterer populärlinguistischer Veröffentlichungen zum Zürichdeutschen – «Sprachbücher» genannt – folgte. 2011 kam sein dreibändiges Werk züritüütschi wortfamilie ist 2011 heraus, dem 2023 das dreibändige Werk züritüütschi wùùrzle. etimoloogisches wörterbuech folgte.
2017 veröffentlichte er das Buch Des Luzerner Apothekers Conrad Clauser Reise nach Tibet (1505). Nach der mündlichen Überlieferung. In den Folgejahren erschienen mehrere weitere «Berichte» sowie zwei Reiseführer über Paris. Zahlreiche Bände umfasst inzwischen auch seine Quellensammlung zur Geschichte der Schowinger.
Viktor Schobinger wohnt in Zürich-Wipkingen.